# We Love Life
We Love Life es el séptimo álbum lanzado por la banda Pulp. Lanzado el 22 de octubre del 2001 en el Reino Unido, fue el último álbum de la banda antes de su actual hiato.

## Lista de canciones
1. "Weeds" – 3:42
2. "Weeds II" (The Origin of the Species) – 3:58
3. "The Night That Minnie Timperley Died" – 4:38
4. "The Trees" – 4:49
5. "Wickerman" – 8:17
6. "I Love Life" – 5:31
7. "The Birds in Your Garden" – 4:11
8. "Bob Lind (The Only Way Is Down)" – 4:16
9. "Bad Cover Version" – 4:16
10. "Roadkill" – 4:16
11. "Sunrise" – 6:02
12. "Yesterday" (US bonus track)
13. "Forever in my Dreams" (US bonus track)

## Personal
- Jarvis Cocker – Voz
- Mark Webber – Guitarra
- Candida Doyle – Teclado
- Steve Mackey – Bajo
- Nick Banks – Batería

## Sencillos
- "The Trees"/"Sunrise" (doble lado A)
- "Bad Cover Version"/"Yesterday"/"Forever in My Dreams"

- Datos: Q1934974